# Josef Vais
Josef Vais (1. června 1897 Dušníky – 19. srpna 1942 Věznice Plötzensee) byl československý důstojník a odbojář z období druhé světové války popravený nacisty.

## Život

### Před první světovou válkou
Josef Vais se narodil 1. června 1897 v Dušníkách na Roudnicku v rodině Josefa Vaise a Marie, rozené Vysoké. V Roudnici vychodil měšťanskou školu a poté mezi lety 1912 a 1915 studoval na českou střední hospodářskou školu tamtéž.

### První světová válka
Prezenční vojenskou službu nastoupil Josef Vais 12. října 1915 v Terezíně, kde též absolvoval základní výcvik. K 1. lednu 1916 byl přemístěn k mysliveckému praporu do Némethboly, v Pécsi absolvoval školu pro výchovu důstojníků v záloze. Následně bojoval na albánské a posléze na italské frontě a to až do konce první světové války jako velitel družstva, později čety.

### Mezi světovými válkami
Josef Vais se v Terezíně 12. listopadu 1918 přihlásil do nově vzniklé Československé armády. V Terezíně u pěšího pluku 42 působil do září 1920, kdy byl odvelen na východní Slovensko. Zde do prosince 1920 sloužil jako velitel čety a poté zástupce velitele praporu u pěšího pluku 14. Následně působil jako instruktor tělocviku u obvodového střediska pro výcvik v Komárně, od září 1921 pak v téže funkci v Košicích. Ve vojenské tělovýchově na východním Slovensku působil v různých funkcích i nadále a rovněž si v tomto oboru zvyšoval průběžně kvalifikaci. Mezi lety 1930 a 1933 studoval na Vysoké škole válečné v Praze, následně opět působil v Košicích. Od 10. září 1936 se stal pedagogem taktiky pěchoty na Vysoké škole válečné v Praze. Během všeobecné mobilizace na podzim 1938 sloužil v propagační a tiskové službě u hlavního štábu Ministerstva národní obrany, od 1. října 1938 jako přednosta skupiny B (tiskové) jeho 2. oddělení. Dosáhl hodnosti majora.

### Druhá světová válka
Po německé okupaci v březnu 1939 nastoupil Josef Vais k 1. květnu téhož roku k tiskovému odboru předsednictva ministerské rady v Praze na pozici zástupce přednosty ústředí tiskové dozorčí služby odborového rady Osvalda Svobody. Zde podle pokynů gen. Aloise Eliáše začal organizovat protinacistickou zpravodajskou skupinu. Pod vedením dr. Zdeňka Schmoranze organizoval rozmisťování bývalých důstojníků Československé armády do funkcí tiskových tajemníků na okresní úřady v celém protektorátu, spolupodílel se i na organizaci odchodů důstojníků do exilu. V červenci 1939 vedl ilegální zpravodajský kurz pro bývalé důstojníky. Za svou činnost byl 25. srpna 1939 zatčen gestapem, vězněn na Pankráci, v Drážďanech, berlínské věznici Alt-moabit, Gollnowě a opět ve věznici Alt-moabit. Dne 13. listopadu 1941 byl lidovým soudem odsouzen společně se Zdeňkem Schmoranzem a Osvaldem Svobodou k trestu smrti. Dne 19. srpna 1942 byl popraven gilotinou v další berlínské věznici Plötzensee. Pohřben je na hřbitově v Račiněvsi.

## Posmrtná ocenění
- Josef Vais byl v roce 1946 in memoriam povýšen do hodnosti plukovníka generálního štábu
- Josefu Vaisovi byl in memoriam udělen Československý válečný kříž 1939